# Palais Rabaliatti

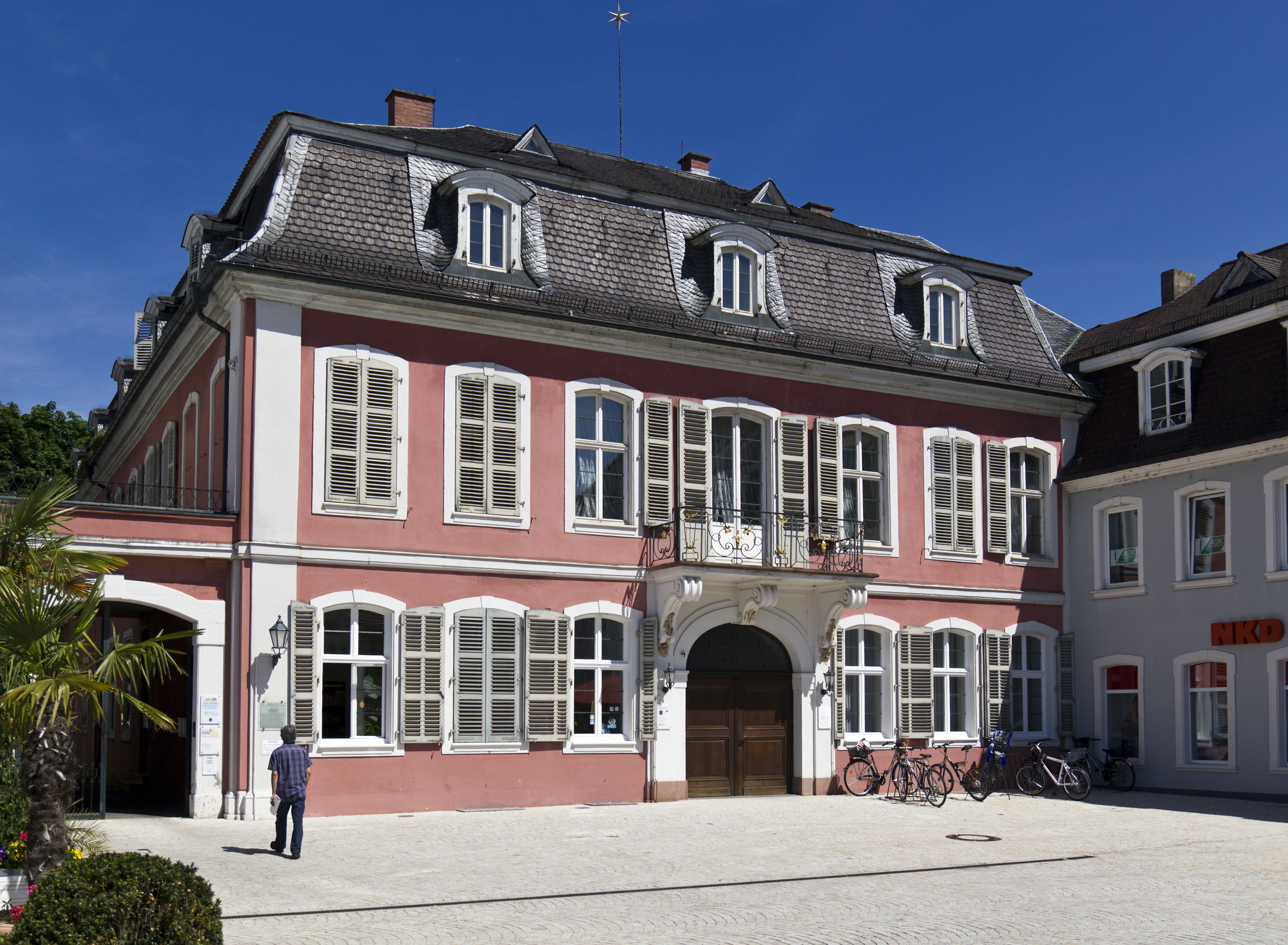
Das Palais Rabliatti 2014

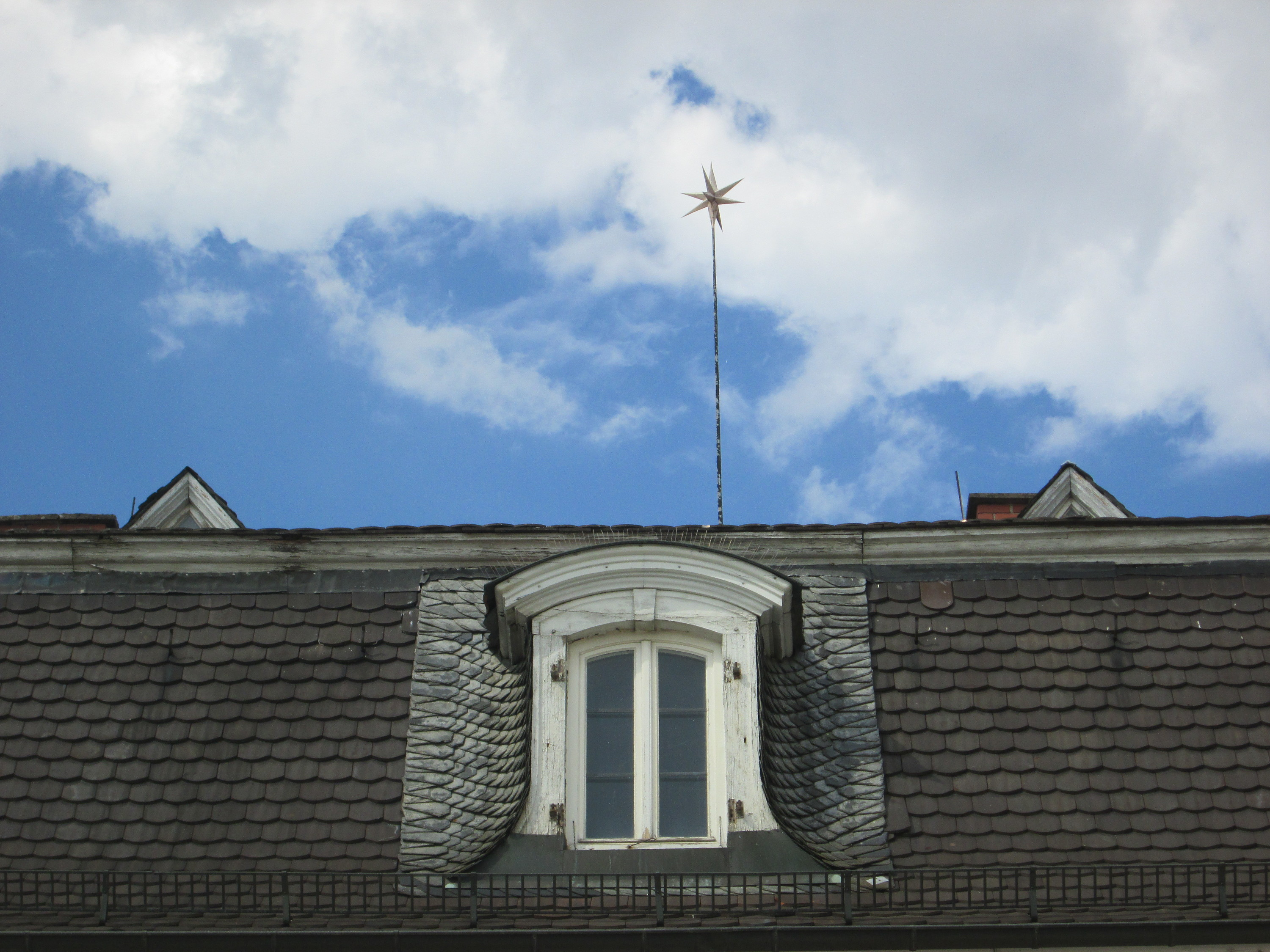
Der Stern auf dem Dach des Palais

Das Palais Rabaliatti ist ein vom kurpfälzischen Hofbaumeister Franz Wilhelm Rabaliatti 1755  in Schwetzingen für private Zwecke im barocken Stil erbautes Haus. Es steht in der nordöstlichen Ecke des dem Schloss vorgelagerten Platz und trägt die Hausnummer Schlossplatz 4. Nach Rabaliattis Tod 1782 wurde es vom Reichsgraf von Bretzenheim erstanden, 1802 vom kurfürstlichen Hofbeamten Sigismund Zeller. Nach dem Übergang der rechtsrheinischen Kurpfalz an Baden 1803 kam das Palais in staatliches Eigentum, in der Folge diente es als Verwaltungsgebäude des Bezirksamts Schwetzingen. Nach dessen Auflösung 1924 kam es 1931 wieder in Privatbesitz. Es steht unter Denkmalschutz.
Das in der Art einem italienischen Adelspalais nachempfundene, siebenachsige und zweigeschossige Gebäude weist ein Mansarddach mit Fenstern in den drei Dachgauben auf. Über dem in der Mittelachse gelegenen Eingang findet sich ein Korbbogenportal mit einem Balkon mit Eisengeländer. Auf dem Dach ließ Rabaliatti in Erinnerung an Stella, die Heimatstadt seiner Vorfahren, einen Stern anbringen, der heute noch erhalten ist.